# Selysioneura venilia
Selysioneura venilia – gatunek ważki z rodziny Isostictidae.